# Senftenberg
Senftenberg (alt sòrab: Zły Komorow) és una ciutat alemanya que pertany a l'estat de Brandenburg. Està situada al sud-oest de la regió històrica de la Baixa Lusàcia, a la frontera amb Saxònia. El centre de la ciutat es troba al nord del riu Schwarze Elster i el llac artificial Senftenberg, part de la cadena de la Lausitzer Seenland, aproximadament 20 quilòmetres al nord-oest de Hoyerswerda i a 35 al sud-oest de Cottbus.

## Evolució demogràfica
| Habitants de Senftenberg de 1300 a 2007 | Habitants de Senftenberg de 1300 a 2007 | Habitants de Senftenberg de 1300 a 2007 | Habitants de Senftenberg de 1300 a 2007 | Habitants de Senftenberg de 1300 a 2007 | Habitants de Senftenberg de 1300 a 2007 | Habitants de Senftenberg de 1300 a 2007 | Habitants de Senftenberg de 1300 a 2007 | Habitants de Senftenberg de 1300 a 2007 | Habitants de Senftenberg de 1300 a 2007 | Habitants de Senftenberg de 1300 a 2007 | Habitants de Senftenberg de 1300 a 2007 | Habitants de Senftenberg de 1300 a 2007 | Habitants de Senftenberg de 1300 a 2007 | Habitants de Senftenberg de 1300 a 2007 | Habitants de Senftenberg de 1300 a 2007 | Habitants de Senftenberg de 1300 a 2007 |
| Any                                     | Habitants                               |                                         | Any                                     | Habitants                               |                                         | Any                                     | Habitants                               |                                         | Any                                     | Habitants                               |                                         | Any                                     | Habitants                               |                                         | Any                                     | Habitants                               |
| --------------------------------------- | --------------------------------------- | --------------------------------------- | --------------------------------------- | --------------------------------------- | --------------------------------------- | --------------------------------------- | --------------------------------------- | --------------------------------------- | --------------------------------------- | --------------------------------------- | --------------------------------------- | --------------------------------------- | --------------------------------------- | --------------------------------------- | --------------------------------------- | --------------------------------------- |
| 1300                                    | 400                                     |                                         | 1858                                    | 1.517                                   |                                         | 1939                                    | 17.566                                  |                                         | 1989                                    | 31.580                                  |                                         | 1996                                    | 26.647                                  |                                         | 2003                                    | 29.474                                  |
| 1474                                    | 600                                     |                                         | 1867                                    | 1.638                                   |                                         | 1946                                    | 17.783                                  |                                         | 1990                                    | 29.622                                  |                                         | 1997                                    | 27.109                                  |                                         | 2004                                    | 29.136                                  |
| 1555                                    | 900                                     |                                         | 1875                                    | 2.847                                   |                                         | 1950                                    | 18.260                                  |                                         | 1991                                    | 28.840                                  |                                         | 1998                                    | 26.424                                  |                                         | 2005                                    | 28.774                                  |
| 1575                                    | 918                                     |                                         | 1890                                    | 5.134                                   |                                         | 1964                                    | 24.053                                  |                                         | 1992                                    | 28.470                                  |                                         | 1999                                    | 25.576                                  |                                         | 2006                                    | 28.071                                  |
| 1680                                    | 1.150                                   |                                         | 1910                                    | 13.742                                  |                                         | 1971                                    | 24.367                                  |                                         | 1993                                    | 28.123                                  |                                         | 2000                                    | 24.740                                  |                                         | 2007                                    | 27.515                                  |
| 1806                                    | 979                                     |                                         | 1925                                    | 17.472                                  |                                         | 1981                                    | 32.005                                  |                                         | 1994                                    | 27.637                                  |                                         | 2001                                    | 30.539                                  |                                         |                                         |                                         |
| 1818                                    | 819                                     |                                         | 1933                                    | 17.803                                  |                                         | 1985                                    | 32.278                                  |                                         | 1995                                    | 27.336                                  |                                         | 2002                                    | 29.957                                  |                                         |                                         |                                         |

## Història
Senftenberg va ser esmentada per primera vegada el 1279 escriptura emesa per Enric III de Meissen, marcgravi de Lusàcia. Amb la Baixa Lusàcia, l'assentament va ser adquirit pel Regne de Bohèmia sota Carles IV de Luxemburg el 1368. L'elector Frederic II de Saxònia adquirí Senftenberg el 1448, i després d'això l'àrea fou un bastió de la frontera de la Casa de Wettin i fou separat de la Lusàcia bohèmia, fins que el 1635 tots els territoris lusacians foren entregats a Saxònia per la Pau de Praga. Segons el Congrés de Viena de 1815 la Baixa Lusàcia, va ser annexionada a Prússia i incorporada a la província de Brandenburg.

## Agermanaments
- Püttlingen
- Nowa Sól
- Senftenberg
- Saint-Michel-sur-Orge
- Veszprém
- Žamberk
- Fresagrandinaria

## Ajuntament
El resultat de les eleccions municipals de 2008 fou:
| Eleccions municipals de 28 de setembre de 2008 | Eleccions municipals de 28 de setembre de 2008 | Eleccions municipals de 28 de setembre de 2008 | Eleccions municipals de 28 de setembre de 2008 | Eleccions municipals de 28 de setembre de 2008 | Eleccions municipals de 28 de setembre de 2008 | Eleccions municipals de 28 de setembre de 2008 | Eleccions municipals de 28 de setembre de 2008 | Eleccions municipals de 28 de setembre de 2008 | Eleccions municipals de 28 de setembre de 2008 | Eleccions municipals de 28 de setembre de 2008 |
| Partit                                         | CDU                                            | SPD                                            | Die Linke.                                     | Bündnis 90/Die Grünen                          | FDP                                            | SFB 1)                                         | AGSUS 2)                                       | UWS 3)                                         | Alcalde                                        |                                                |
| ---------------------------------------------- | ---------------------------------------------- | ---------------------------------------------- | ---------------------------------------------- | ---------------------------------------------- | ---------------------------------------------- | ---------------------------------------------- | ---------------------------------------------- | ---------------------------------------------- | ---------------------------------------------- | ---------------------------------------------- |
| Vots                                           | 5.155                                          | 8.627                                          | 7.893                                          | 620                                            | 706                                            | 1.310                                          | 1.691                                          | 2.588                                          |                                                |                                                |
| %                                              | 18,03                                          | 30,17                                          | 27,61                                          | 2,17                                           | 2,47                                           | 4,58                                           | 5,91                                           | 9,05                                           |                                                |                                                |
| Regidors                                       | 6                                              | 9                                              | 9                                              | 1                                              | 1                                              | 1                                              | 2                                              | 3                                              | 1                                              |                                                |

Sigles: 1) Stimme Freier Bürger; 2) Aktionsgruppe gegen soziales Unrecht Senftenberg; 3) Unabhängige Wählergruppe Senftenberg

## Fills il·lustres
- Jakob Meiland (1542-1577) músic i mestre de capella.
- Carl Franz Pitsch (1789-1858), organista i compositor.

## Galeria

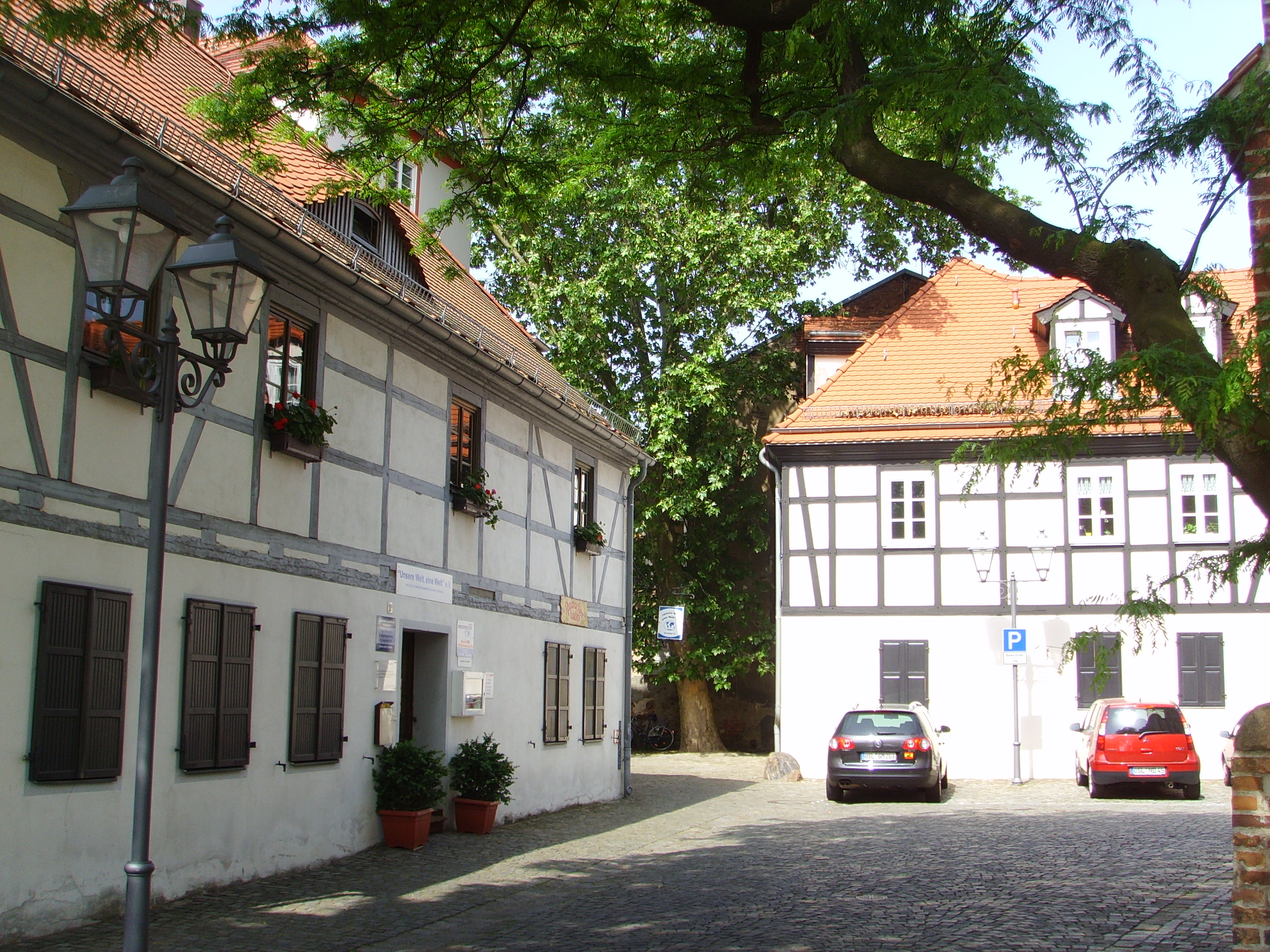
Ciutat vella
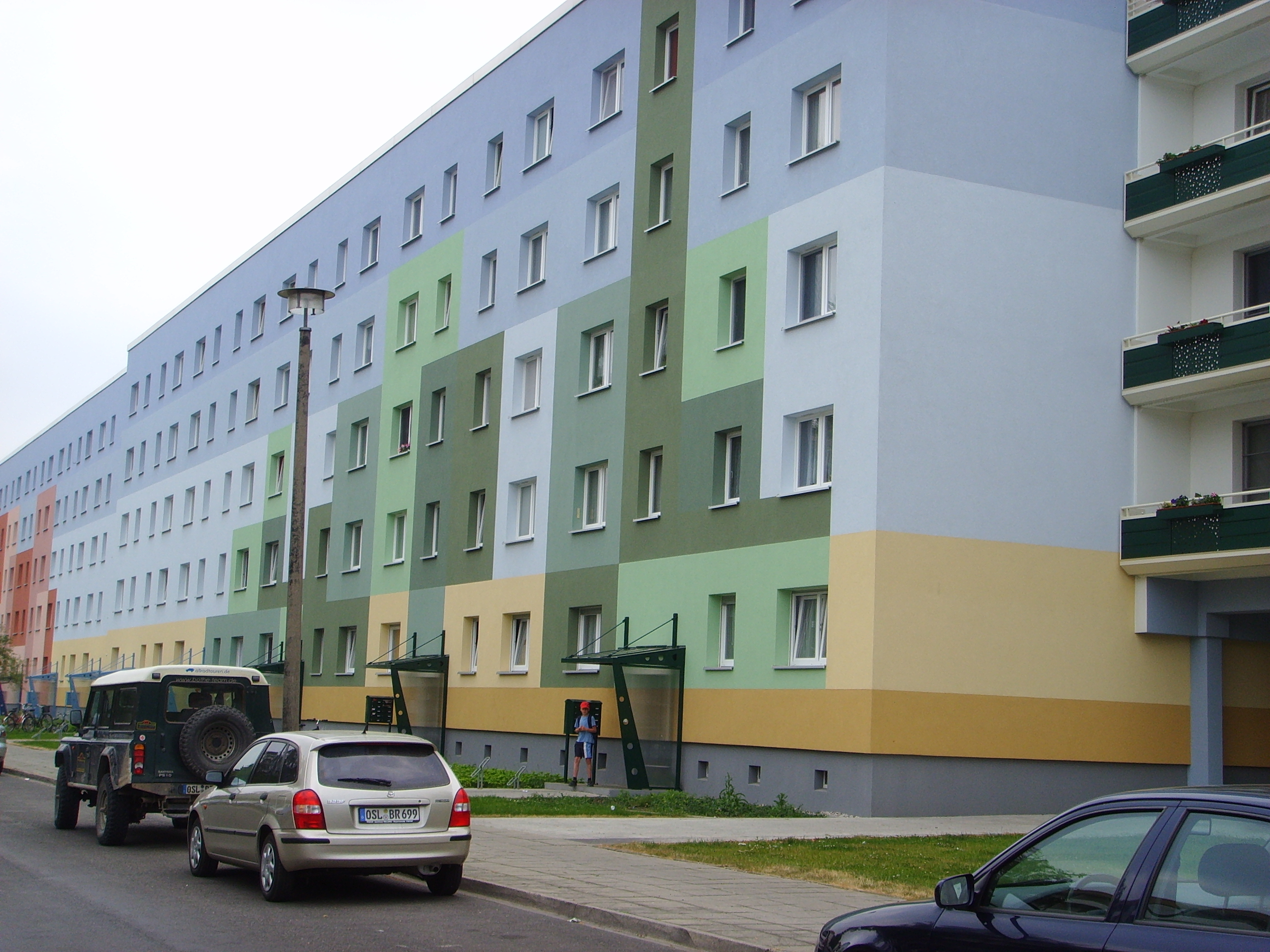
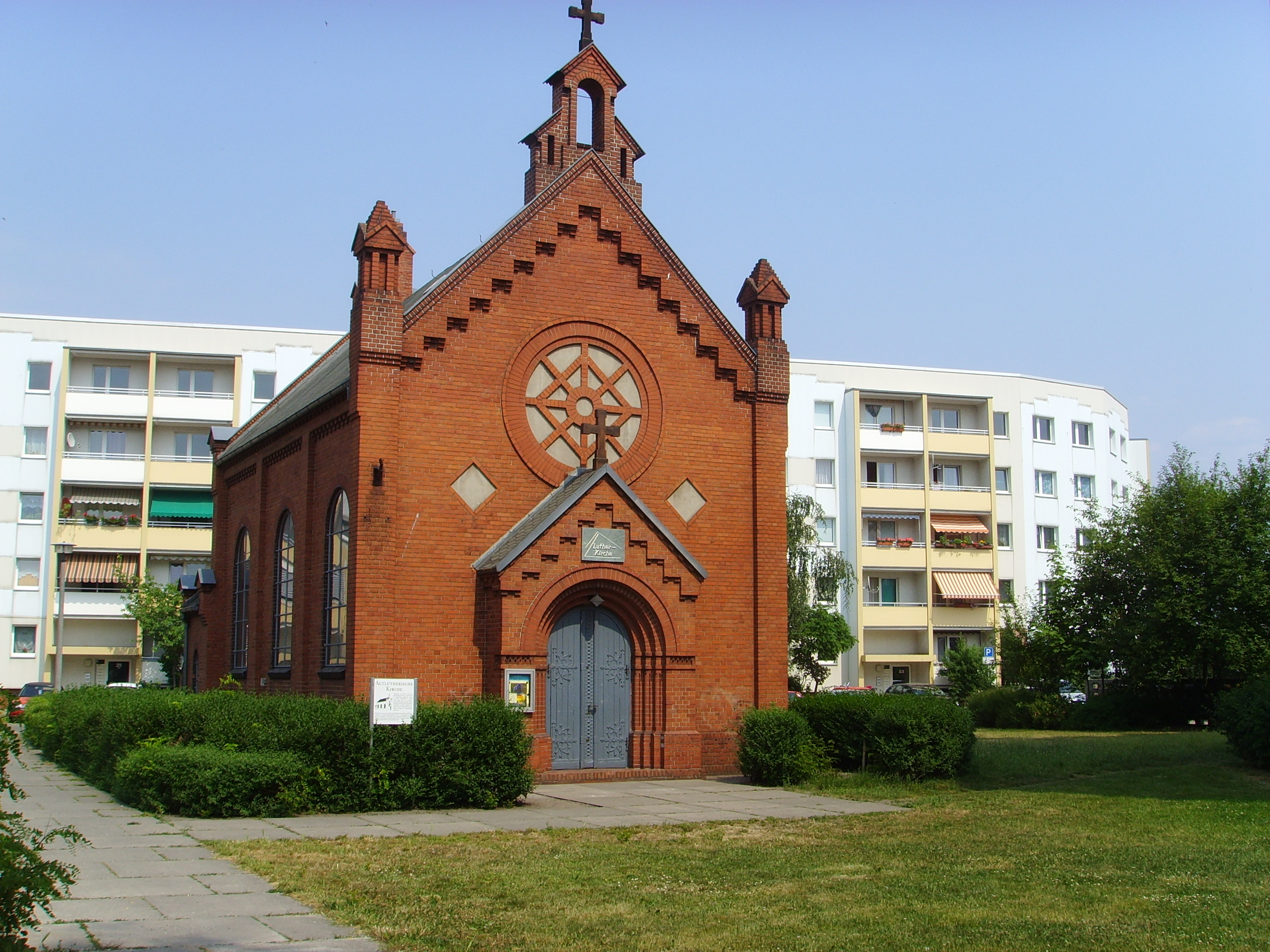
Església luterana
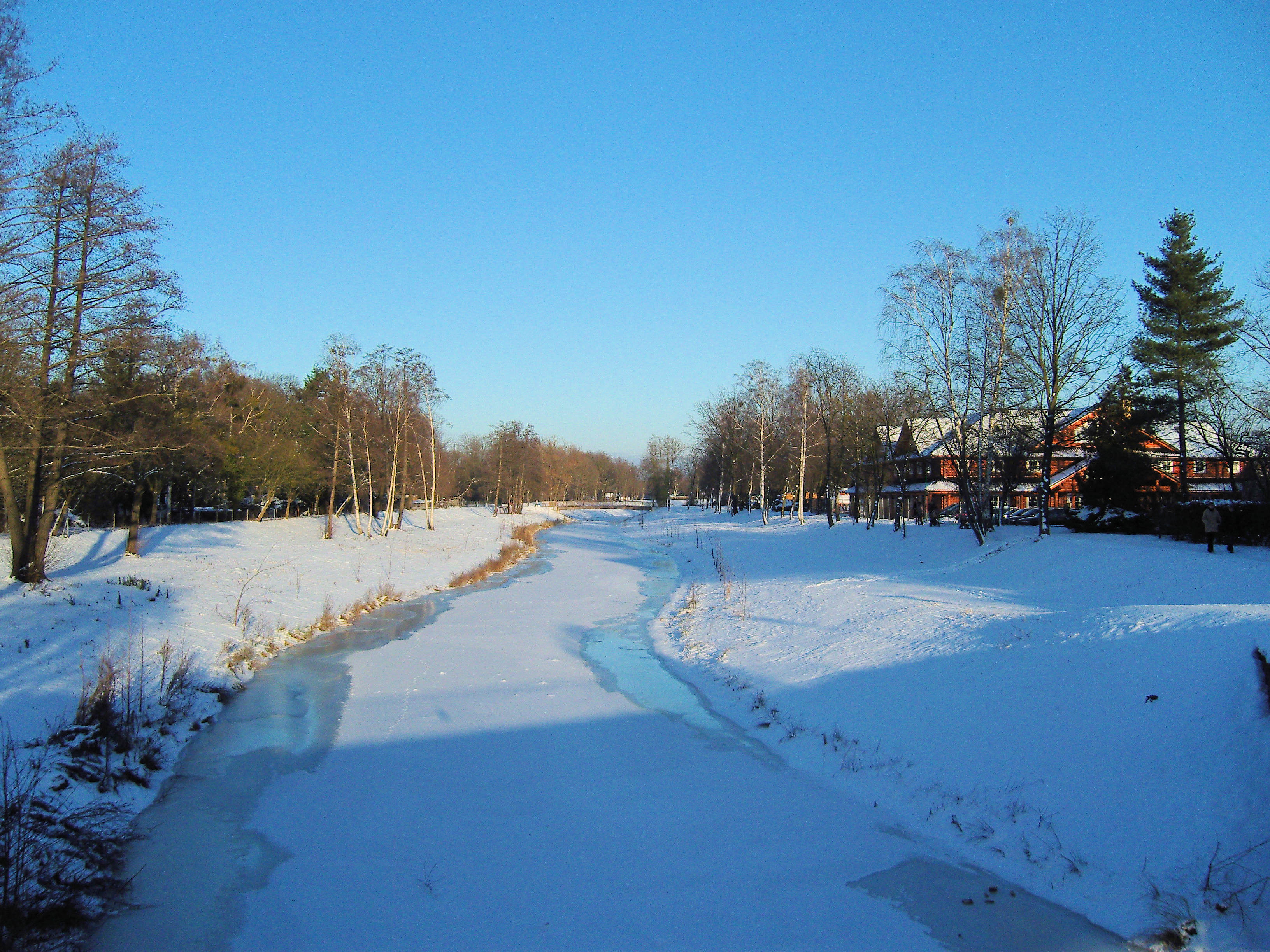
El riu Schwarze Elster gelat a Senftenberg